# Dieconeura
Dieconeura — вымерший род из вымершего семейства Spanioderidae отряда новокрылых насекомых с неполным превращением из вымершего отряда герариды (Geraridea). Существовали в карбоне, исчезнув к его концу. Обнаружены в ископаемых отложениях Северной Америки (США, штат Иллинойс) (311,45—306,95 миллионов лет назад).

## Классификация
Семейство включает следующие роды:
- †Dieconeura arcuata Scudder, 1885
- †Dieconeura mazona Handlirsch, 1911